# Каарма-Кірікукюла
Ка́арма-Кі́рікукюла (ест. Kaarma-Kirikuküla) — село в Естонії, у волості Ляене-Сааре повіту Сааремаа.

## Населення
Чисельність населення на 31 грудня 2011 року становила 18 осіб.

## Географія
Через село проходять автошляхи 118 (Симера — Кярла — Удувере) та 124 (Лаадьяла — Кар'я).
Поблизу села тече річка Пидусте (ест. Põduste jõgi).

## Історія
До 12 грудня 2014 року село входило до складу волості Каарма й мало назву Кірікукюла.

## Пам'ятки

### Церква Святих Петра та Павла
У селі розташовується Каармаська церква Святих Петра та Павла, збудована в 1260-х роках (можливо після повстання 1261 року).

### Круговий земляний форт
На схід від церкви на відстані приблизно ста метрів лежать залишки Каармаського кругового земляного форту (Kaarma maalinn), який слугував головною цитаделлю для мешканців острову під час повстання 1260–1261 років.

## Пам'ятки природи
Поблизу села розташовуються два заказники:
- заказник Каарма (Kaarma hoiuala) (VI категорія МСОП), площа — 72,0 га[5][6].
- заказник Сепа (Sepa hoiuala) (VI категорія МСОП), площа — 111,5 га[7][8].

## Видатні особи
У селі в родині вікарія місцевої церкви народилися брати Оскар Каллас (1868–1946), естонський дипломат, лінгвіст та фольклорист, та Рудольф Каллас (1851–1913), пастор, богослов, педагог та історик культури.

## Галерея

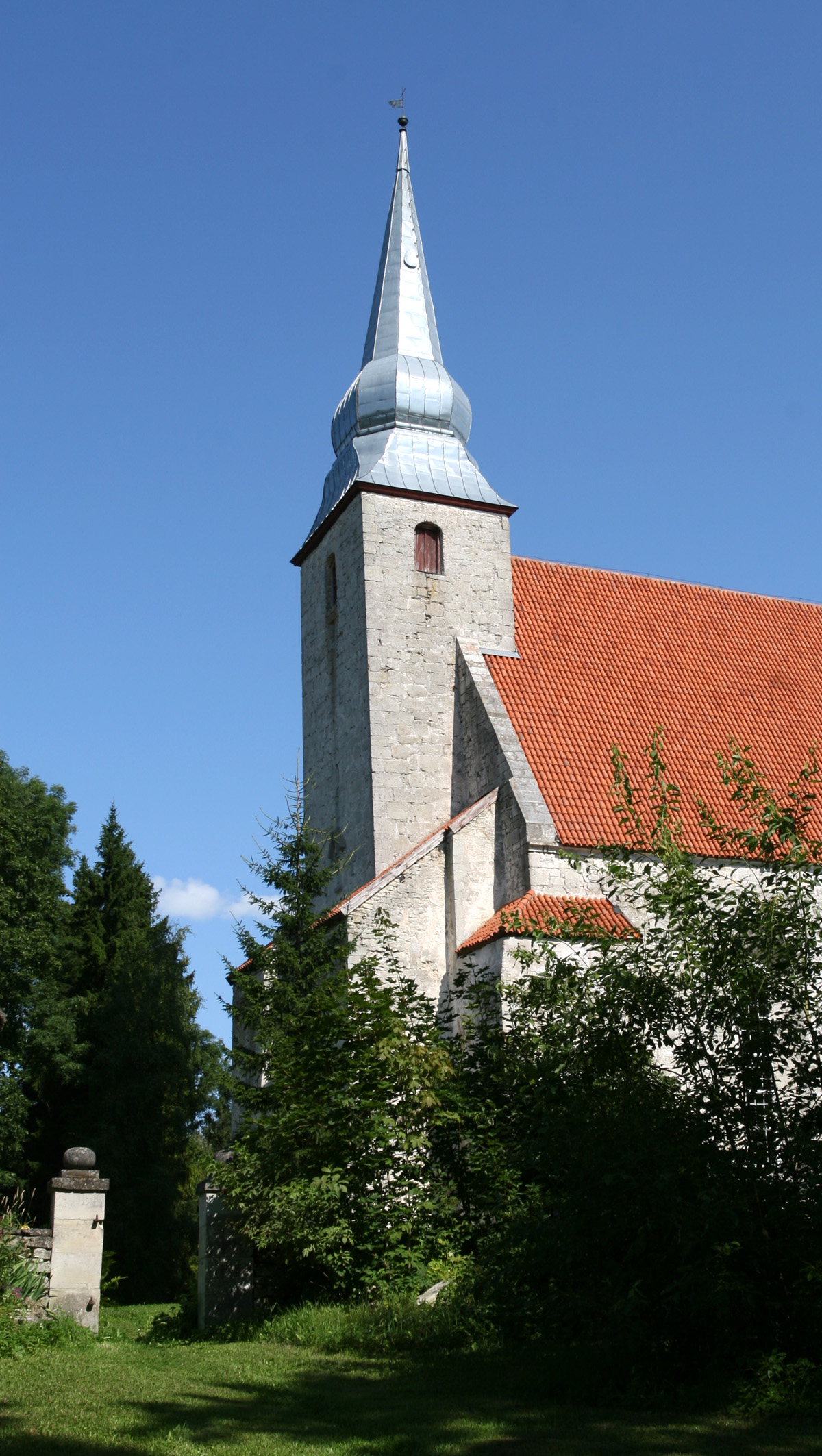
Будівля церкви
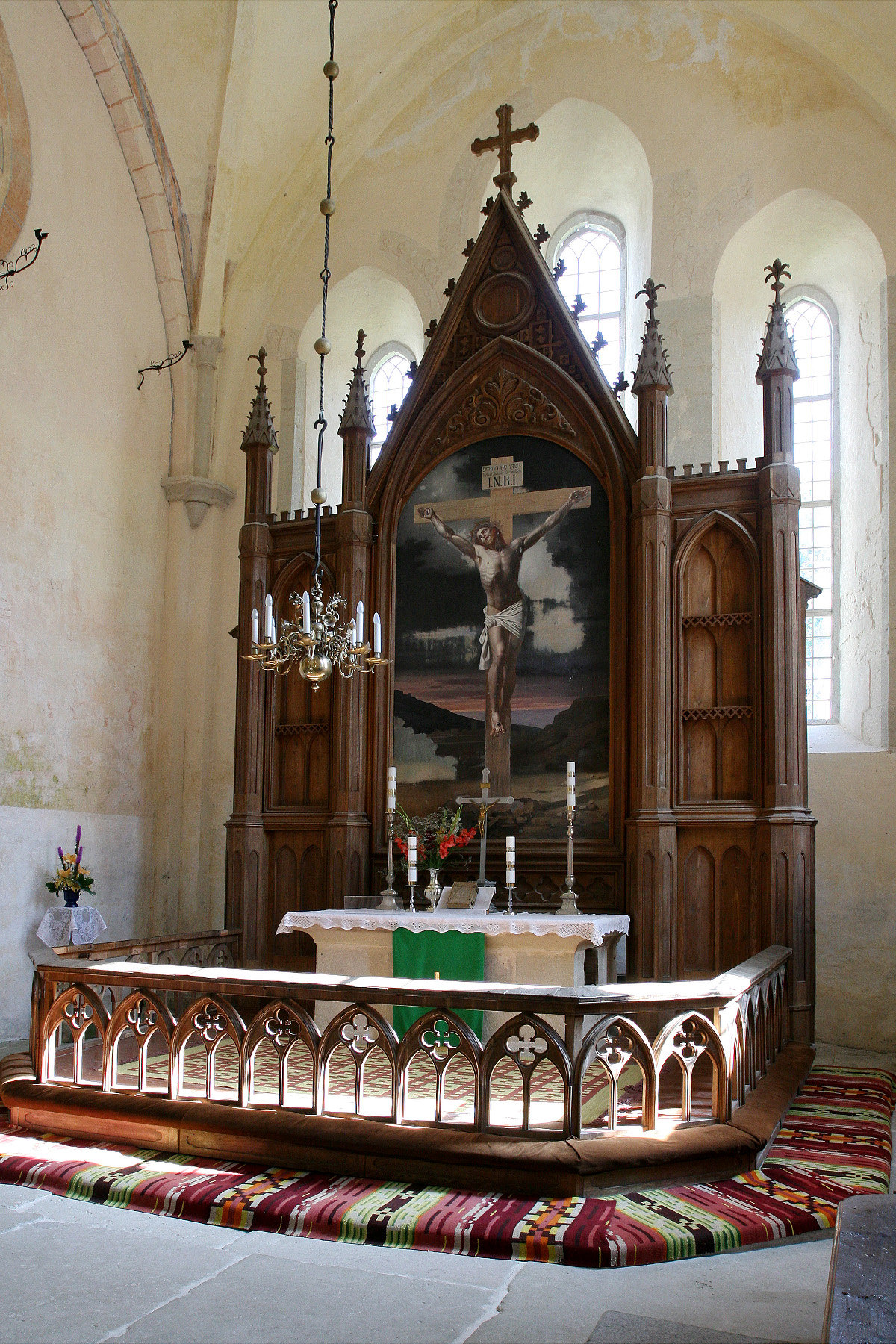
Вівтар у церкві
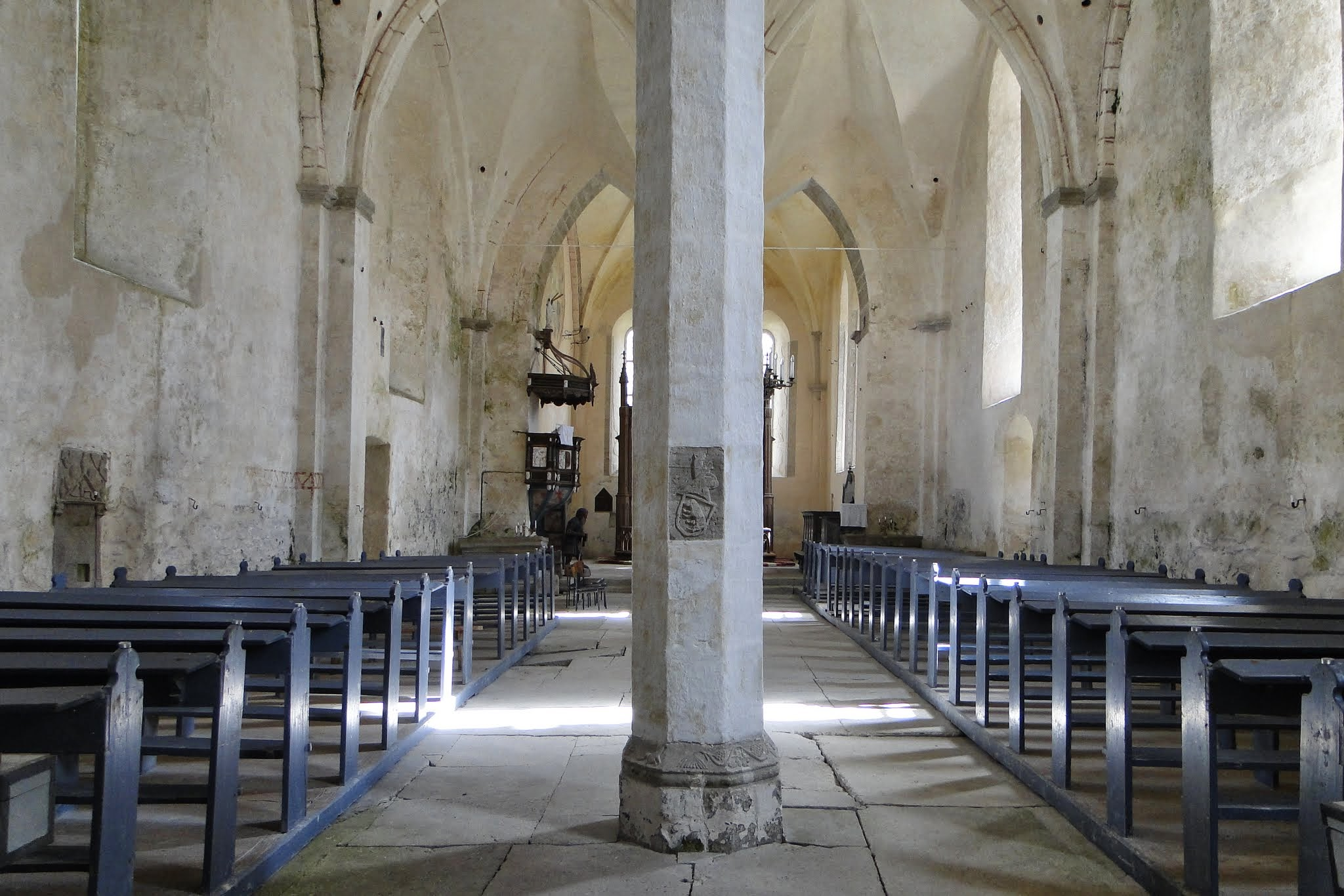
Молитовний зал
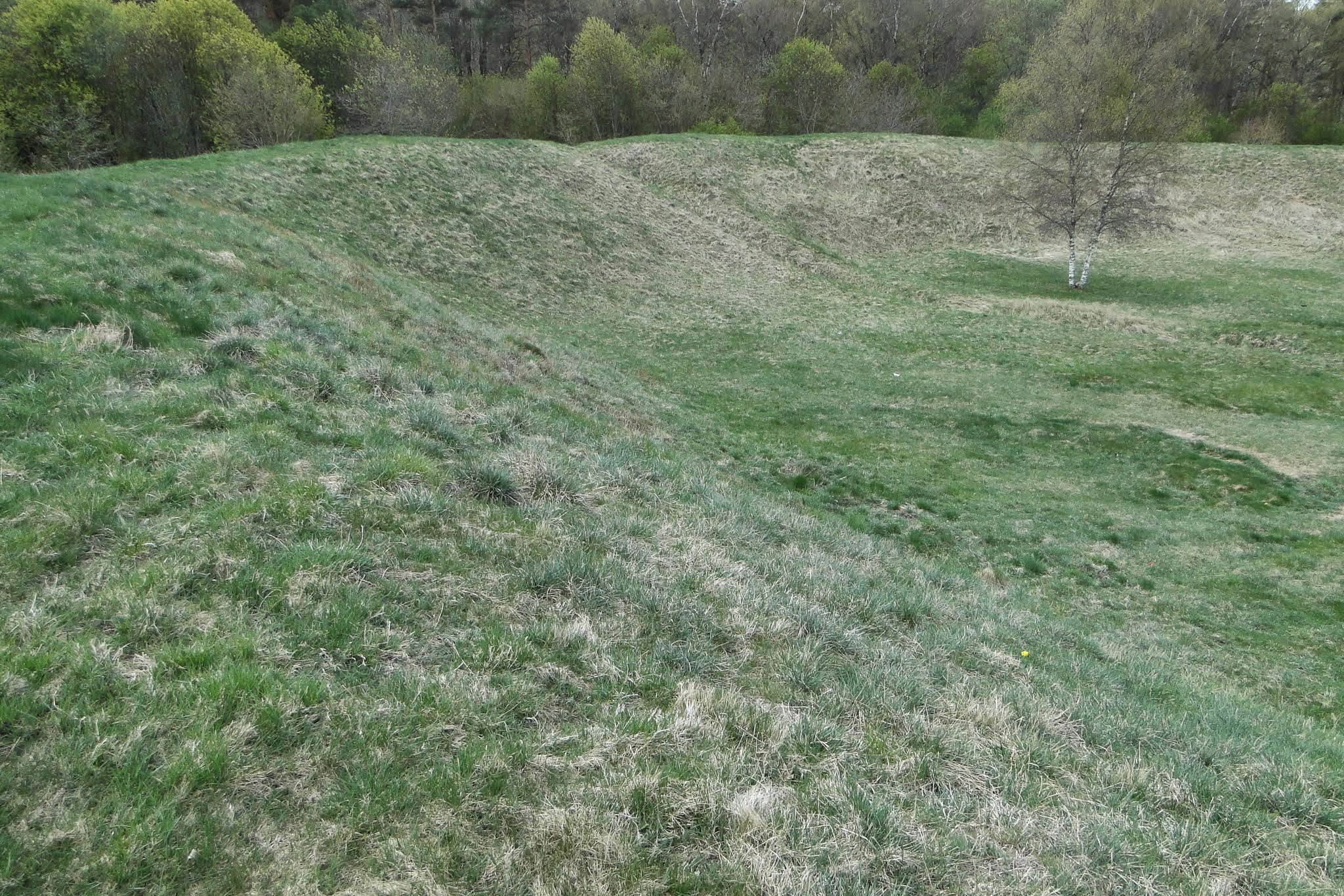
Каармаський круговий форт
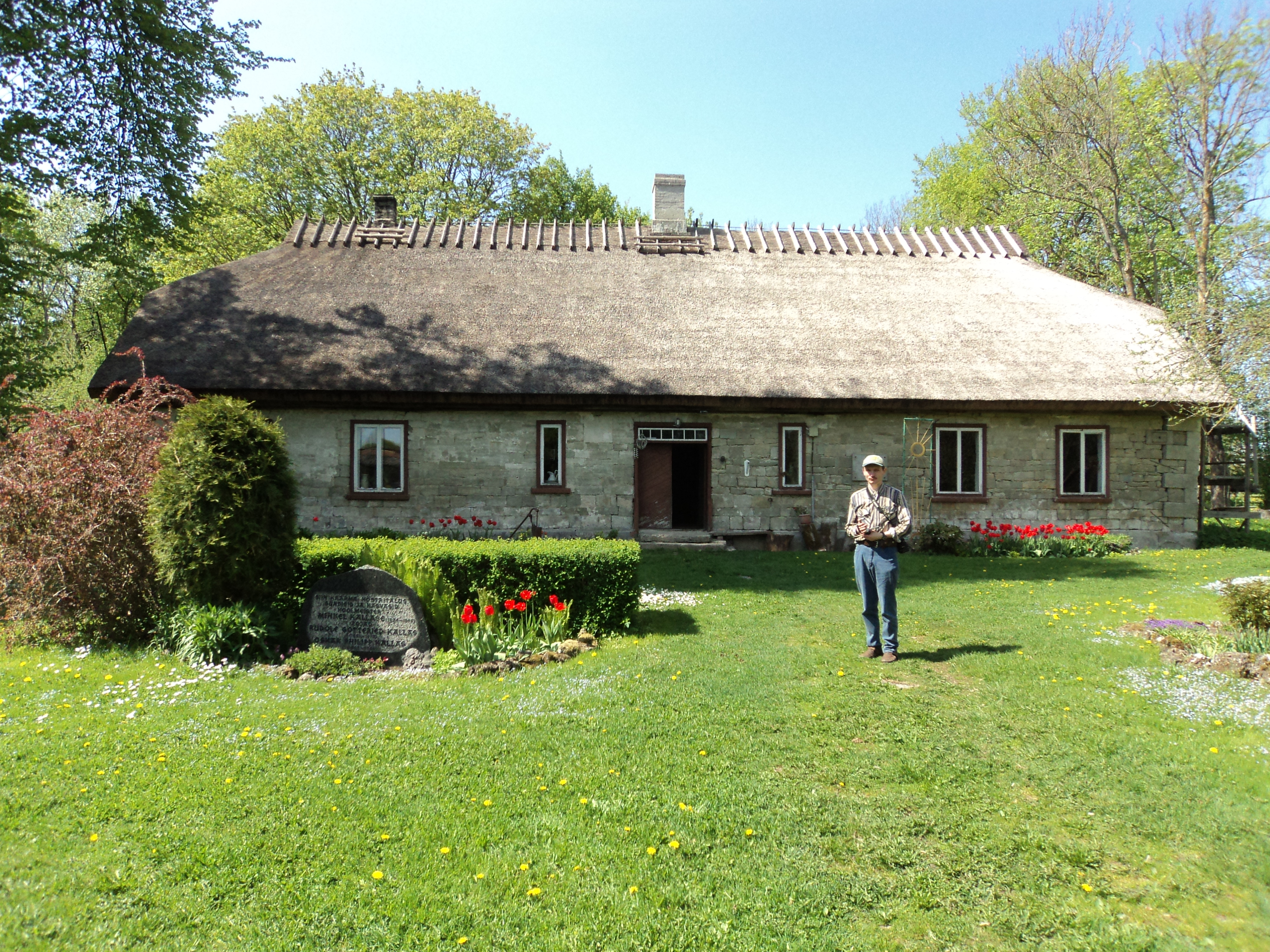
Будівля Каармаської школи
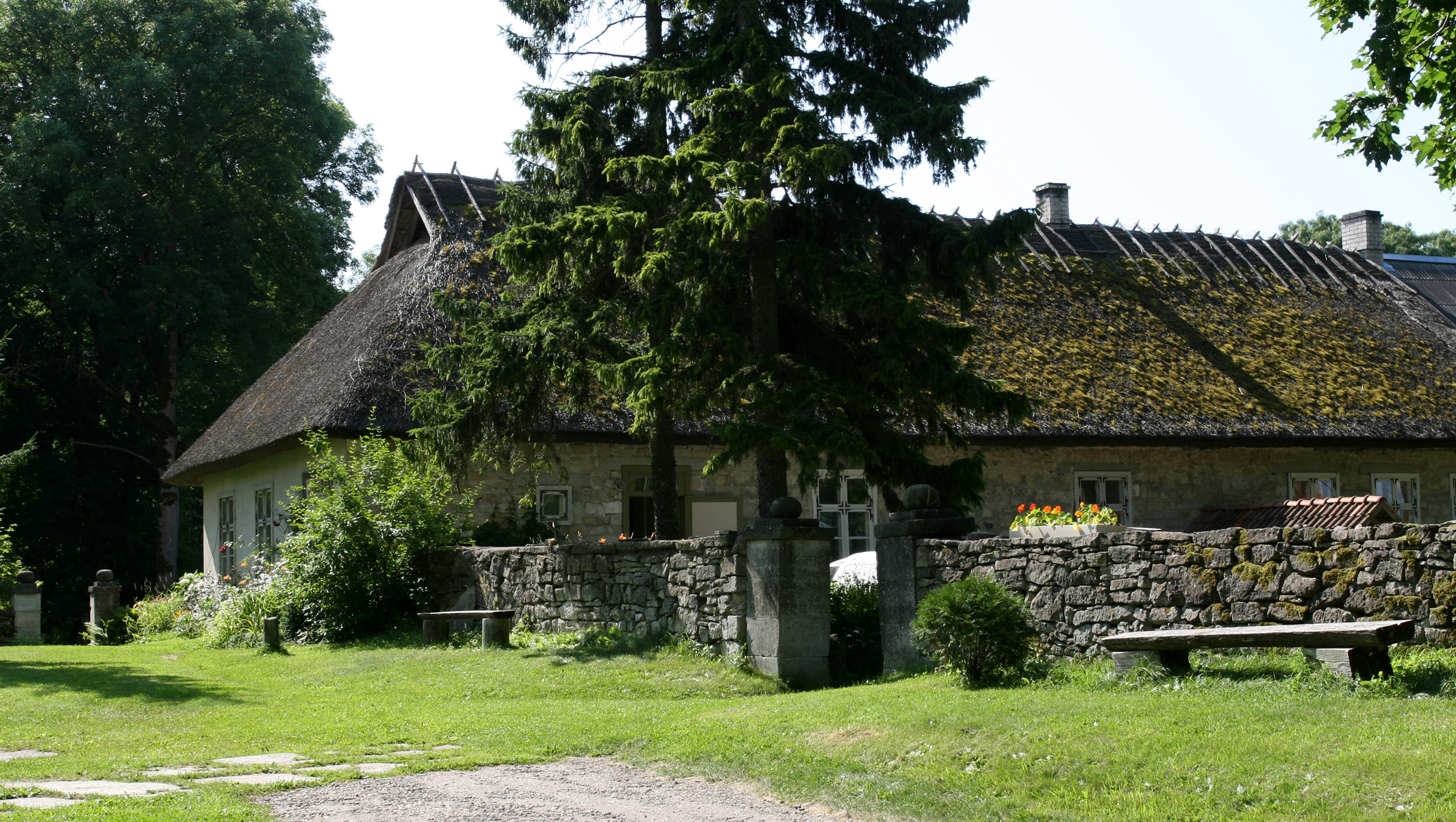
Каармаський пасторат